# 江別市立中央小学校
江別市立中央小学校（えべつしりつちゅうおうしょうがっこう）は、北海道江別市向ヶ丘にある公立小学校。

## 教育目標
- よく考え 進んで発表する子 〈知〉
- やさしい心で 助け合う子 〈情〉
- 責任をもって 最後までがんばる子 〈意〉
- 命を大切にし 体を強くきたえる子 〈体〉

## 沿革
- 1976年（昭和51年）
  - 11月 - 中央小学校の開校を決定。
  - 12月 - 校章選定。第一期工事完了（管理棟・ことばの教室・屋体の一部）。
- 1977年（昭和52年）1月 - 江別・第二・第三の各小学校から、児童463名入校し、落成・開校式を開催。同月、ことばの教室・特殊学級（わかば学級）開設。
- 1978年（昭和53年）11月 - 第二期工事完了（普通教室6・ことばの教室1・機械室）。
- 1979年（昭和54年）
  - 7月 - 道言語障害児教育研究大会江別大会を主管して開催。
  - 10月 - アメリカオレゴン州グレシャム市パウエル小学校との姉妹校の盟約書調印。
  - 11月 - 中央小学校公開研究会開催（江教研学校公開）。
- 1981年（昭和56年）
  - 9月 - 体育館完成。
  - 10月 - 開校5周年記念式典・屋体落成式挙行。
- 1983年（昭和58年）12月 - 中央小学校公開研究会開催。
- 1984年（昭和59年）2月 - 石狩管内教育実践奨励賞受賞。
- 1985年（昭和60年）9月 - 全道学校保健研究大会会場校。
- 1986年（昭和61年）
  - 7月 - 学校プール落成式。
  - 11月 - 開校10周年記念式典挙行。
- 1987年（昭和62年）10月 - 文部省特殊教育（言語）教育課程研究発表大会開催。
- 1990年（平成2年）9月 - グレシャム市より訪問団来校。
- 1993年（平成5年）7月 - 校舎増改築工事完了。
- 1995年（平成7年）10月 - 全道放送教育研究大会開催（兼江教研学校公開研究会）。
- 1996年（平成8年）11月 - 「開校20周年の集い」開催。
- 1997年（平成9年）10月 - 暖房システム改修工事完了（温水暖房）。
- 1999年（平成11年）2月 - 各教室照明器具取換作業完了。
- 2000年（平成12年）
  - 7月 - プール大規模改修。
  - 8月 - 校舎壁・屋根大規模改修。コンピュータ教室設置工事。
- 2001年（平成13年）6月 - プール上屋シート取替。
- 2002年（平成14年）8月 - トイレ改修工事完了。業務主事室、ロッカー室、印刷室新設。
- 2003年（平成15年）9月 - 札幌方面交通安全協会より交通安全に貢献したとして感謝状を頂く。
- 2004年（平成16年）9月 - 台風18号の接近により、臨時休校の措置を採る。
- 2006年（平成18年）11月 - 開校30周年記念式典挙行。
- 2015年（平成27年）8月 - 機械室煙突交換工事完了。
- 2016年（平成28年）11月 - 開校40周年記念集会開催し、記念誌発行。
- 2017年（平成29年）
  - 1月 - 体育館非構造物落下防止工事完了。
  - 7月 - 体育館ワックス塗装完了。
- 2018年（平成30年）10月 - 高知県土佐市に児童代表1名が訪問。
- 2020年（令和2年）
  - 3月 - 防災カメラ設置。
  - 4月 - 新型コロナウイルス感染拡大により、5月31日まで臨時休校となる。
- 2021年（令和3年）
  - 3月 - 校内無線LAN稼働。
  - 8月 -	暖房用ボイラー入替工事完了。
- 2022年（令和4年）9月 - 全校児童分のタブレットPC導入。

## 学区
- 錦町・幸町・高砂町・向ケ丘・元江別本町・中央町・野幌寿町（1番地～4番地・21番地〜31番地）

## アクセス
- 北海道中央バス「05」系統（江別・新さっぽろ線）で、「3番通6丁目」バス停下車後、
  - のりば1（江別駅前行・江別市立病院行）から、徒歩約250m・約4分。
    - バス停留所から校地北側の門まで、直線距離は70mほどだが、3条通（江別市道）の校門前に横断歩道が設置されておらず、六丁目通との「向ヶ丘57・中央町1」交差点にある横断歩道まで廻る必要があるため、大きく遠廻りとなる。

  - のりば2（新さっぽろ駅行）から、徒歩約80m・約1分。
- JR千歳線新札幌駅・市営地下鉄新さっぽろ駅から、上述の中央バスで、「3番通6丁目」バス停まで28分、下車後徒歩。
- JR函館本線江別駅から、上述の中央バスで、「3番通6丁目」バス停まで15分、下車後徒歩。

## 周辺
- 江別市土木事務所
- 北海道中央バス江別営業所
- このほか、たけのこ公園や、こすもす公園などの公園も点在する。